# Ionuț Mitran
Ionuț Mitran (n. 9 martie 2002, Grădinile, România) este un fotbalist român, care joacă pe post de fundaș la Slatina în Liga a II-a.